# Åsa station
Åsa station är en järnvägsstation på Västkustbanan i södra delen av Kungsbacka kommun. Stationen är belägen strax nordost om tätorten Åsa, som har cirka 6 100 invånare (2023). Nära stationen ligger tätorten Kläppa. En detaljplan har antagits för uppförandet av ett större antal bostäder i närheten av stationen. Bostäder och verksamheter planeras även på en del av området mellan stationen och nuvarande tätorten Åsa.
Åsa station trafikeras av Öresundståg och Västtågen. Stationen öppnade i december 2013 efter en byggnadsfas. År 2017 hade Åsa station 978 på- och avstigande per dygn, en ökning från 749 år 2014. Det är fler än Laholms station, som hade 712 på- och avstigande per dygn men färre än andra Öresundstågsstationer (flest hade Halmstad med 5 016). Hallandstrafikens busslinjer 614 och 615 går mellan Varberg och Åsa station. Linjerna fungerar förutom som en förbindelse Åsa–Varberg också som matarlinjer till Öresundstågen.
Stationen är ritad av Sweco Architects i Göteborg.
En tidigare Åsa station fanns fram till 1978 i Åsa tätort. I samband med att Västkustbanan byggdes ut till dubbelspår flyttades järnvägen i början av 2000-talet till sitt nuvarande läge öster om tätorten.